# Louis Chevrolet

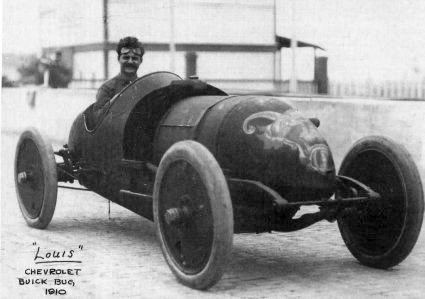
Louis Chevrolet i en Buick 1910

Louis Chevrolet, född 25 december 1878 i La Chaux-de-Fonds i Schweiz, död 6 juni 1941 i Detroit, Michigan, var en amerikansk racerförare och grundare av bilmärket Chevrolet. Närmare 100 miljoner bilar med det namnet har tillverkats.

## Biografi
Louis Chevrolet var son till en urmakare och hade fem bröder. 1886 flyttade familjen till Beaune i Frankrike, men kring sekelskiftet reste han tillsammans med två av sina bröder till Amerika. Egentligen skulle de sälja en hembyggd vinpump, men brödernas intresse fokuserades snart på den blomstrande bilindustrin.
Louis Chevrolet fick anställning vid Fiats racingstall, och inledde snart en framgångsrik karriär som racerförare. 1905 utsågs han till Amerikas snabbaste förare, men vann inte det första Indycarmästerskapet, som gick till Barney Oldfield. Chevrolet fick däremot äran att vinna mästerskapets första tävling någonsin. General Motors grundare William Durant fick upp ögonen för den unge fartfantomen, och noterade även att han var en lovande designer och konstruktör. Ett samarbete inleddes, och i mars 1911 provkördes den första av fyra prototypbilar. Den sexcylindriga sportbilen, som kallades Chevrolet Classic Six blev en omedelbar succé, och under premiäråret 1912 såldes 3 000 exemplar. Samarbetet varade dock inte länge. Chevrolet ville satsa på exklusiva sportbilar, Durant ville konkurrera med de billiga T-Fordarna. 1914 lämnade Louis Chevrolet företaget, utan att få varken varumärke eller pengar med sig. 
Efter att ha lämnat General Motors startade han tillsammans med brodern Arthur ett nytt företag, som bland annat tillverkade motordelar. Ett samarbete med Stutz inleddes också, men detta företag havererade när den stora depressionen kom. 
Louis Chevrolet dog utfattig och ligger begravd i Indianapolis i USA. 
Han blev för sina insatser invald i International Motorsports Hall of Fame 1992.